# 千比特
一个 kb（kilobit，千比特） 表示 1,000 (103) 比特，而不是普遍被認為的1,024比特。 “kilobit”或千比特这一术语通常以缩略式kb或kbit表示。注意kilobit（千比特）的缩写为kb，不要与术语kilobyte（千字节，缩写为kB或KB，其中的“B”是大写的）相混淆。
尽管它的前缀“kilo-（千）”常和字节（Bytes）誤用為 1,024 Byte，但kb 的十进制定义（1kbps=1,000bps）在电信传送速率的相关文字中仍被统一使用。
“kbps” “kb/s”或“kbit/s”用于表示数据传输速率（码率），意为“千比特每秒”。
例如，“56 kbit/s 的 公共交换电话网”，“一条 512 kbps 的宽带连接”。

## 參看
- 比特
- 码率单位
- 檔案大小轉換